# Rascia
La Rascia (in serbo Рашка?, Raška) è stato un principato medievale serbo, da cui si è sviluppato poi, tra la fine del XII secolo e l'inizio del XIII, il Regno di Serbia.
Comprendeva l'area centro-meridionale dell'attuale Serbia: la regione intorno al fiume Raška, con la città di Stari Ras, nei pressi dell'odierna Novi Pazar. La popolazione riuniva le tribù serbe, rette dai Gran Principi di Rascia, vassalli dell'Impero bizantino.
Oggi il nome è rimasto nel distretto di Raška. La Rascia è anche chiamata Sangiaccato (in serbo Sandžak) dai serbi musulmani.

## Storia

### Contesto storico
Invitati dall'imperatore bizantino Eraclio I, i Serbi abitarono già nel VII secolo diversi territori balcanici, tra cui la Rascia, il quale, organizzato in un principato autonomo sotto la sovranità bizantina, fu guidato inizialmente dall'arconte sconosciuto che guidava le tribù serbe nei Balcani, e forse anche dai suoi discendenti, seppur non si trovino informazioni al riguardo. Il primo sovrano serbo conosciuto fu Višeslav (probabilmente un discendente dell'ignoto arconte), contemporaneo di Carlo Magno, che regnò a Rascia alla fine dell'VIII secolo. I suoi discendenti ebbero difficoltà a preservare l'autonomia della Rascia, a causa delle guerre tra Bisanzio e i Bulgari. Nel IX secolo, il pronipote di Višeslav, Vlastimir, fondò la dinastia Vlastimirović, che regnò fino al 950. Sotto il regno del figlio Mutimir, i serbi di Rascia furono cristianizzati dagli emissari bizantini, anche se il paganesimo fu ancora attivo fino all'avvento di San Sava. Nel 924, l'imperatore bulgaro Simeone annesse temporaneamente Rascia, ma alla sua morte nel 927, un discendente di Vlastimir, Časlav Klonimirović, fuggì dalle prigioni bulgare e restaurò lo stato. Appoggiato dall'imperatore romeo Costantino VII Porfirogenito, ne approfittò per conquistare i vicini territori serbi di Bosnia, Travunie e Pagania, e respinse più volte gli ungheresi. Ma dopo la sua morte in una battaglia nel 950, la Serbia fu divisa da Bisanzio e la Rascia incorporò il tema della Serbia (thema servia).

### La Rascia
Per più di un secolo, la Rascia ebbe un'importanza secondaria tra gli stati serbi: guidato da uno stratego bizantino, riacquistò il suo splendore solo alla fine dell'XI secolo. Nel frattempo, venne liberata nella prima metà dell'XI secolo da Stefan Vojislav, principe di Diocleziano, che scacciò l'ultimo stratego bizantino, Teofilo Erotico. In seguito al declino della Doclea, la Rascia divenne indipendente nel 1091, durante il regno del conte Vukan, ex cortigiano e alleato del re Konstantin Bodin di Bulgaria. Dopo diverse vittorie su Bisanzio, Vukan riuscì ad allargare la Rascia a sud, comprendendo parte dell'attuale stato del Kosovo. La Rascia si estese poi a sud-est, fino al confine Ras-Zvečan-Peć, ma non riuscì a oltrepassare l'antica città imperiale di Lipljan, subito abbandonata per la presenza di un forte contingente bizantino.
Dopo la morte di Vukan, la Rascia, conquistata dall'imperatore bizantino Giovanni II Comneno all'inizio del suo regno, fu costretta a riconoscere l'autorità di quest'ultimo, nonostante una breve liberazione della città di Ras dal 1127 al 1129. Durante i conflitti tra Bisanzio e Ungheria, la Rascia fu ripetutamente vittima di distruzione e saccheggio, ma nei loro sforzi per liberarsi dalla sovranità bizantina, i suoi conti riuscirono ad allargare le frontiere del loro territorio. La Rascia si estese quindi ad est del monte Kopaonik, coprendo la valle della Toplica, e fino alla riva sinistra della Morava occidentale, a sud fino al confine Zvečan-Peć e a nord fino al monte Jastrebac. Ma dopo la vittoria dell'imperatore Manuele I Comneno sugli ungheresi, la Rascia si trovò completamente sottomesso e l'imperatore nominò i conti a suo piacimento, dal 1155 al 1163.

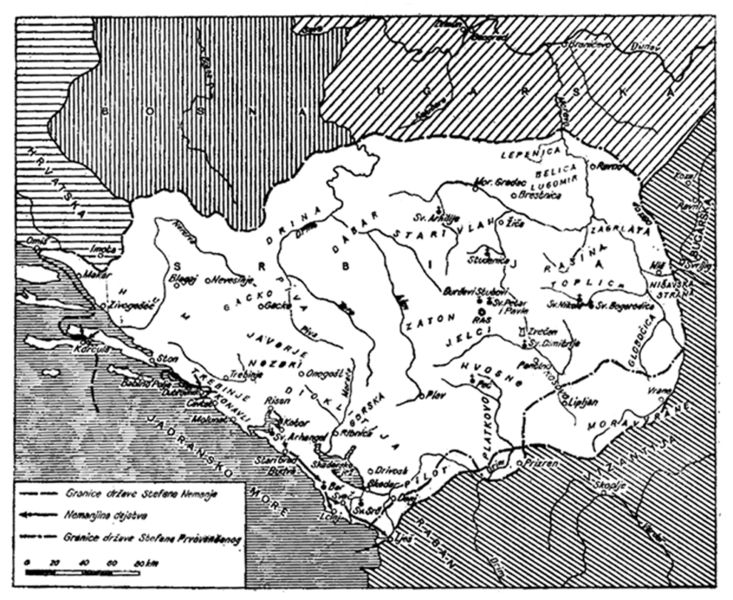
La Serbia ai tempi di Stefano Nemanja e Stefano Prvovenčani, tra il 1150 e il 1220.

Nel 1163, l'imperatore affidò il feudo di Dubočica a Stefano Nemanja, signore di un feudo principesco nel Rascia orientale, vicino alla valle della Toplica, e gli concesse il diritto di regnare come conti; questo gli diede un netto vantaggio sui suoi tre fratelli, tutti signori di altri domini dei territori serbi. Dopo gli sconvolgimenti politici, il conte di Rascia, Desa, fu cacciato nel 1165, e gli successe Tihomir, fratello di Nemanja. L'autonomia dei territori di Nemanja gli valse però l'opposizione dei suoi fratelli, che lo catturarono. Riuscito a fuggire, Nemanja radunò i suoi sostenitori, scacciò i suoi fratelli nel 1166, e si autoproclamò conte di Rascia. Aiutato da Bisanzio, Tihomir tentò di riconquistare la Rascia, fallì e perì in battaglia nel 1168. Nemanja cercò allora di liberarsi dal dominio bizantino, ma, privato dell'aiuto ungherese, dovette attendere la morte di Manuele I nel 1180 per liberare gradualmente il Rascia e radunare gli altri territori serbi, soprattutto la Dalmazia e Doclea. Alla fine dell'XI secolo, Bisanzio fu costretta a riconoscere l'indipendenza della Serbia nel 1185.
Da questo periodo, la storia della Rascia si fonde con quella della Serbia medievale: Nemanja divenne il primo della dinastia Nemanjić in quanto assunse la corona di Re di Serbia, dal Papa, guadagnandosi l'appellativo di Prvovenčani (Primo incoronato).